# 인어공주 (2004년 영화)
《인어공주》는 2004년에 개봉한 대한민국의 영화이다.

## 캐스팅
- 전도연 : 김나영 / 조연순 역
- 박해일 : 김진국 역
- 고두심 : 어머니 조연순 역
- 김봉근 : 아버지 김진국 역
- 이선균 : 도현 역
- 강동우 : 조영호 역
- 김은영 : 해녀회장 역
- 조현숙 : 배선네 역
- 신삼봉 : 이장 역
- 장해숙 : 해녀 1 역
- 윤가현 : 해녀 2 역
- 신혜경 : 해녀 3 역
- 박명신 : 목욕탕 주인 역
- 민복기 : 아버지 동료 역
- 주진모 : 상주 1 역
- 김일종 : 상주 2 역
- 이성민 : 과일가게 주인 역
- 김추월 : 고기집 주인 역
- 윤세정 : 젊은 해녀들 역
- 장효조 : 젊은 해녀들 역
- 송은주 : 젊은 해녀들 역
- 강한결 : 영호 친구들 역
- 이동기 : 영호 친구들 역
- 임형균 : 영호 친구들 역
- 김주연 : 어린 잠녀들 역
- 조아라 : 어린 잠녀들 역
- 홍지현 : 어린 잠녀들 역
- 김주희 : 어린 잠녀들 역
- 강희정 : 어린 잠녀들 역
- 김인숙 : 버스 안내양 역
- 박현두 : 우체국장 역
- 지승학 : 우체국 직원 역
- 사소인 : 우체국 여직원 역
- 최민수 : 어린 도현 역
- 이유나 : 어린 나영 역
- 정지연 : 어린 나영의 친구 역
- 김관우 : 어린 도현의 친구 역
- 이소정 : 어린 나영 & 연순 역
- 신수현 : 나영 딸 역
- 정세린 : 연순 엄마 역
- 김보배 : 목욕탕 손님 역
- 이진선: 김나영 & 조연순 대역 역
- 이한위 : 외삼촌 조영호 역 (특별출연)
- 김부선 : 정 언니 역 (특별출연)
- 최시연 : 싸우는 손님 역 (특별출연)
- 신동환 : 새로 온 우체부 역 (특별출연)
- 손홍주 : 사진사 역 (특별출연)